# Marcus Wolter
Marcus Wolter (* 31. Januar 1968 in Hamburg) ist ein deutscher Fernsehproduzent, Unternehmer und Medienmanager. Seit 2018 ist er Geschäftsführer und Gesellschafter von Banijay Germany sowie Mitglied der Leitung der Brainpool TV GmbH. 

## Leben
Marcus Wolter gründete während seines Studiums den Musikverlag Seegang Musik, den er im Jahr 2002 verkaufte. Parallel dazu arbeitete er ab 1992 bei der Hamburger Produktionsgesellschaft MME, ging anschließend als TV-Producer und Castingchef zum Musiksender VIVA und war 1998 kurzzeitig freier Producer von Pilotsendungen der Produktionsfirma Brainpool. Er gilt als der Entdecker von Stefan Raab und „Vater“ der Sendung Vivasion.
2002 wechselte Wolter als Programmdirektor zum Münchener Anrufsender 9Live und trat dort ein Jahr später als Geschäftsführer die Nachfolge von Christiane zu Salm an. 2008 wechselte Wolter als Geschäftsführer zu Endemol Deutschland.
2009 gründet Marcus Wolter gemeinsam mit den Produzenten Max Wiedemann und Quirin Berg das Joint Venture Wiedemann & Berg Television. Produktionen wie der Weimarer Tatort, die NSU-Trilogie oder die erste deutsche Netflix-Serie Dark gehören ins Portfolio der Wiedemann & Berg Television. Zwischen Februar 2011 und Dezember 2017 führte Marcus Wolter außerdem gemeinsam mit Jörg Pilawa die Geschäfte der „Herr P GmbH“, einer Beteiligung der Endemol Deutschland GmbH.
Im Dezember 2011 gründete Wolter mit Endemol und den Fernsehmoderatoren Joko Winterscheidt und Klaas Heufer-Umlauf die Florida TV. Die Florida TV-Produktion Circus Halligalli wurde 2013 mit dem Deutschen Comedy-Preis und 2014 mit dem Grimme-Preis ausgezeichnet. Joko gegen Klaas – das Duell um die Welt erhielt 2016 den Deutschen Fernsehpreis. 2017 wurde Die beste Show der Welt mit dem Deutschen Fernsehpreis ausgezeichnet.
Im Dezember 2014 wurde die Fusion von Endemol Deutschland und Shine Germany bekanntgegeben. Marcus Wolter wurde CEO der neuen Firma Endemol Shine Germany GmbH. Zusätzlich zu seinen Aufgaben in Deutschland wurde Wolter im Oktober 2015 zum Chairman Northern Europe der Endemol Shine Group ernannt und verantwortete die Geschäfte der Group in den skandinavischen Ländern Schweden, Dänemark, Finnland und Norwegen sowie in Belgien und in den Niederlanden.
Ende 2017 gab Wolter bekannt, dass er zum 31. Januar 2018 von seiner Position als Geschäftsführer bei Endemol Shine Germany zurücktreten wird. Zum 1. August 2018 wurde er Geschäftsführer und Gesellschafter der neu gegründeten Banijay Germany GmbH. In der Position verantwortet er neben Banijay Germany auch die Produktionsfirma Brainpool als Geschäftsführer. Unter Wolters Führung integrierte die Banijay Germany GmbH im Juli 2020 die Endemol Shine Germany GmbH. Damit führt Marcus Wolter die größte, unabhängige Produktionsfirma Deutschlands, zu deren Formatportfolio unter anderem Wer wird Millionär? (RTL), Schlag den Star und The Masked Singer (beide ProSieben), Kitchen Impossible (VOX), Tatort Weimar (Das Erste) oder Promi Big Brother (Sat.1) gehören.
In den Anfängen seiner Karriere war Wolter auch als Schlagersänger tätig. 1992 erschien seine Single „Für immer Zigeuner“ bei Columbia music Publishing.